# Pasaje al amanecer
Pasaje al amanecer es una película dramática española de 2017 dirigida por Andrés Castro estrenada el 5 de mayo.
La película desarrolla la segunda batalla de Faluya, que pertenece a la guerra de Irak.

## Argumento
Javier (Nicolás Coronado), un fotoperiodista, viaja a Irak en Nochebuena, no sin antes comentárselo a su familia y a Clara (Andrea Duro), su novia.

## Reparto
- Elvira Mínguez como la madre de Javier.
- Lola Herrera como Manuela.
- Nicolás Coronado como Javier.
- Andrea Duro como Clara, la novia de Javier.
- Ruth Díaz como Candela.
- Carles Francino Navarro como Rubén.
- Antonio Valero como Pedro.
- Pol Monen como un camello.
- Iria Calero como Laia.
- Anett Duran como Mira.
- Sergi Méndez como Misha.
- Elvira Mínguez como Carmen.

## Recepción
Según el periódico El País, el guion es muy ingenuo y la construcción de los personajes es muy cuidado.